# العلاقات المالديفية الهندية
العلاقات المالديفية الهندية هي العلاقات الثنائية التي تجمع بين المالديف والهند.

## مقارنة بين البلدين
هذه مقارنة عامة ومرجعية للدولتين:
| وجه المقارنة                                              | [[تصنيف:صفحات تستخدم رمز علم غير موجود\|]] المالديف | الهند                       |
| --------------------------------------------------------- | --------------------------------------------------- | --------------------------- |
| المساحة (كم2)                                             | 298                                                 | 3.29 مليون                  |
| عدد السكان (نسمة)                                         | 436.33 ألف                                          | 1.35 مليار                  |
| الكثافة السكانية (ن./كم²)                                 | 146.42 ألف                                          | 410.33                      |
| العاصمة                                                   | ماليه                                               | نيودلهي                     |
| اللغة الرسمية                                             | اللغة الديفهي                                       | اللغة الهندية، لغة إنجليزية |
| العملة                                                    | روفيه مالديفية                                      | روبية هندية                 |
| الناتج المحلي الإجمالي (بليون دولار)                      | 4.60 مليار                                          | 2.60 تريليون                |
| الناتج المحلي الإجمالي (تعادل القوة الشرائية) بليون دولار | 5.23 مليار                                          | 8.00 تريليون                |
| الناتج المحلي الإجمالي الاسمي للفرد دولار أمريكي          | 8.39 ألف                                            | 1.60 ألف                    |
| الناتج المحلي الإجمالي للفرد دولار أمريكي                 | 12.53 ألف                                           | 5.70 ألف                    |
| مؤشر التنمية البشرية                                      | 0.706                                               | 0.609                       |
| رمز المكالمات الدولي                                      | +960                                                | +91                         |
| رمز الإنترنت                                              | .mv                                                 | .in، .भारत ‏، .بھارت ‏،        |
| المنطقة الزمنية                                           | ت ع م+05:00                                         | ت ع م+05:30، توقيت الهند    |

## منظمات دولية مشتركة
يشترك البلدان في عضوية مجموعة من المنظمات الدولية، منها:
| علم المنظمة | اسم المنظمة                        | تاريخ انضمام المالديف | تاريخ انضمام الهند |
| ----------- | ---------------------------------- | --------------------- | ------------------ |
|             | يونسكو                             | 18 يوليو 1980         | 4 نوفمبر 1946      |
|             | مؤسسة التمويل الدولية              | 2 فبراير 1983         | 20 يوليو 1956      |
|             | بنك التنمية الآسيوي                | 1978                  | 1966               |
|             | منظمة حظر الأسلحة الكيميائية       | ?                     | ?                  |
|             | مؤسسة التنمية الدولية              | 13 يناير 1978         | 24 سبتمبر 1960     |
|             | منظمة التجارة العالمية             | ?                     | 1995               |
|             | وكالة ضمان الاستثمار متعدد الأطراف | 19 مايو 2005          | 6 يناير 1994       |
|             | الاتحاد البريدي العالمي            | ?                     | ?                  |
|             | منظمة الشرطة الجنائية الدولية      | ?                     | ?                  |
|             | الأمم المتحدة                      | 21 سبتمبر 1965        | 30 أكتوبر 1945     |
|             | الاتحاد الدولي للاتصالات           | 28 فبراير 1967        | 1869               |
|             | البنك الدولي للإنشاء والتعمير      | 13 يناير 1978         | 27 ديسمبر 1945     |
|             | دول الكومنولث                      | ?                     | 15 أغسطس 1947      |

## وصلات خارجية
- موقع وزارة الخارجية المالديفية
- موقع وزارة الخارجية الهندية